# 892 Seeligeria
892 Seeligeria è un asteroide della fascia principale del diametro medio di circa 76,02 km. Scoperto nel 1918, presenta un'orbita caratterizzata da un semiasse maggiore pari a 3,2282785 UA e da un'eccentricità di 0,0990998, inclinata di 21,31582° rispetto all'eclittica.
Il suo nome è in onore dell'astronomo tedesco Hugo von Seeliger.